# من يملك قلبي
«من يملك قلبي» (بالإنجليزية: Who Owns My Heart)‏ هي أغنية للفنانة الأمريكية مايلي سايرس. أصدرت الأغنية في 22 أكتوبر، 2010 كثاني أغنية منفردة من الألبوم لا يمكن ترويضي. تحمل الأغنية لحن طابع النوادي مسيطراً عليه الأصوات الإلكترونية، وتتحدث عن احتمال الوقوع في الحب في ملهى ليلي.
نالت «من يملك قلبي» نقداً جيد وآخر سيء، حيث قال البعض أنها من أجمل أغاني لا يمكن ترويضي، بينما قال البعض الآخر أنها من غير معنى. وتتمحور قصة الفيديو كليب حول استيقاظ سايرس من النوم، ثم تقوم بتحضير نفسها من أجل حضور حفلة في ملهى ليلي، ثم تصل بعد ذلك سايرس إلى الملهى بعد ركوبها ليموزين، وتقوم بالرقص مع أشخاص آخرين في الملهى. وصف الفيديو بأنه جنسي بشكل عام.